# Jason Lokilo
Jason Eyenga Lokilo (ur. 17 września 1998 w Brukseli) – kongijski piłkarz występujący na pozycji pomocnika i napastnika, od 2024 roku zawodnik CSKA Sofia. Posiada także obywatelstwo belgijskie.

## Życiorys
Jego pierwszym juniorskim klubem był RSC Anderlecht. Do juniorskich drużyn Anderlechtu uczęszczał w latach 2006–2014. W 2015 roku został juniorem Crystal Palace. Dwa lata później został wcielony do pierwszej drużyny, w której jednak nie zadebiutował. Na sezon 2018/2019 został wypożyczony do FC Lorient. W barwach tego klubu rozegrał cztery mecze w Ligue 2, debiutując 28 września w przegranym 0:2 spotkaniu z US Orléans. W trakcie sezonu uczestniczył także w meczach drużyny rezerw. Po zakończeniu sezonu powrócił do Crystal Palace, a pod koniec stycznia 2020 roku został wypożyczony do Doncaster Rovers. W barwach tego klubu wystąpił w sezonie 2019/2020 w jednym meczu League One – 29 lutego przeciwko Wycombe Wanderers (3:1). Po zakończeniu sezonu odszedł z Crystal Palace i na zasadzie wolnego transferu przeszedł do Doncaster Rovers. W barwach tego klubu rozegrał w sezonie 2020/2021 32 mecze, zdobywając jedną bramkę (przeciwko Fleetwood Town 9 lutego). 9 września 2021 roku podpisał kontrakt z Górnikiem Łęczna. W ekstraklasie zadebiutował cztery dni później w wygranym 3:2 spotkaniu z Wisłą Płock. W ekstraklasie rozegrał 25 meczów, zdobywając dwie bramki. 24 czerwca 2022 roku związał się dwuletnią umową ze Spartą Rotterdam. 5 sierpnia zadebiutował w Eredivisie w zremisowanym 0:0 spotkaniu z sc Heerenveen.

## Statystyki ligowe
| Sezon         | Klub                  | Liga           | Mecze | Gole |
| ------------- | --------------------- | -------------- | ----- | ---- |
| 2017/2018     | Crystal Palace F.C.   | Premier League | 0     | 0    |
| 2018/2019     | FC Lorient            | Ligue 2        | 4     | 0    |
| 2019/2020     | Doncaster Rovers F.C. | League One     | 1     | 0    |
| 2020/2021     | Doncaster Rovers F.C. | League One     | 32    | 1    |
| 2021/2022     | Górnik Łęczna         | Ekstraklasa    | 25    | 2    |
| 2022/2023 (j) | Sparta Rotterdam      | Eredivisie     | 7     | 0    |
| 2022/2023 (w) | İstanbulspor Kulübü   | Süper Lig      | 16    | 4    |